# Crossoglossa
Crossoglossa é um género botânico pertencente à família das orquídeas (Orchidaceae).

## Espécies
- Crossoglossa aurantilineata Pupulin (2000)
- Crossoglossa barfodii Dodson (1993)
- Crossoglossa bifida Dressler (1997)
- Crossoglossa blephariglottis (Schltr.) Dressler ex Dodson (1993)
- Crossoglossa boylei Dodson (1993)
- Crossoglossa caulescens (Lindl.) Dodson (1993)
- Crossoglossa dalessandroi (Dodson) Dodson (1993)
- Crossoglossa dalstroemii (Dodson) Dodson (1993)
- Crossoglossa dodsonii R.Vásquez (1999)
- Crossoglossa elliptica Dressler (1997)
- Crossoglossa fratrum (Schltr.) Dressler ex Dodson (1993)
- Crossoglossa hirtzii Dodson (1993)
- Crossoglossa kalbreyeriana (Kraenzl.) P.Ortiz (1995)
- Crossoglossa liparidoides (Finet) Dodson (1993)
- Crossoglossa lloensis (Schltr.) Dodson (1993)
- Crossoglossa longissima (Kraenzl.) P.Ortiz (1995)
- Crossoglossa nanegalensis Dodson (1993)
- Crossoglossa neirynckiana Szlach. & Marg. (2001)
- Crossoglossa pichinchae (Schltr.) Dodson (1993)
- Crossoglossa polyblephara (Schltr.) Dodson (1993)
- Crossoglossa steinii (Dodson) Dodson (1993)
- Crossoglossa tipuloides (Lindl.) Dodson (1993)
- Crossoglossa topoensis (Mansf.) Dodson (1993)